# Распределённая система (физика)
Распределённые системы в физике — термин, обычно применяемый к колебательным системам, также сплошные колебательные системы — физические системы, динамические характеристики которых (например, масса и упругость в механических системах, индуктивность и ёмкость в электрических) не сосредоточены (только) в точечных элементах (не приложены только к точечным элементам), а распределены тем или иным образом непрерывно по пространству (конечным или бесконечным областям пространства), поверхностям, линиям и т. п., в противоположность дискретным системам.
Все макроскопические системы, по крайней мере приближенно, в пренебрежении их атомной структурой, можно считать распределёнными, хотя иногда они могут быть рассмотрены в некотором приближении как дискретные.
Распределённые системы представляют самостоятельный интерес (в механике, оптике, физике твёрдого тела), в том числе и прикладных дисциплинах.
Также они представляют, например, механическую аналогию (модель) для фундаментальных физических полей (с разной степенью детальности в разных случаях). В этом смысле их рассмотрение может прояснить понимание некоторых вопросов теории поля; верно также и обратное: определённые методы и результаты теории поля (классической и квантовой) могут быть более или менее прямо перенесены на распределённые системы (например, на упругое тело), а затем — и на твёрдое тело с учётом его атомной структуры.